# 堀内哲
堀内 哲（ほりうちさとし、1970年 - ）は、日本の著作家、共和主義者、天皇制廃止論者。

## 概要
長野県生まれ。早稲田大学卒業。出版社、大学図書館等に勤務。日本での共和制の実現、天皇制の廃止を主張。

## 著書

### 単著
- 『日本共和主義研究――「九条」の思想がサンマリノに生きている』 同時代社、2013年

### 編著
- 『天皇条項の削除を!』 JCA出版、2009年
- 『いま、「共和制日本」を考える――9条を1条に』 池田浩士、杉村昌昭、平井玄著、第三書館、2011年
- 『生前退位-天皇制廃止-共和制日本へ』 第三書館、2017年
- 『天皇制と共和制の狭間で――30代～90代の日本エンペラー論』 第三書館、2018年
- 『令和から共和へ 天皇制不要論』編著,清水雅彦,久野成章,田中利幸,鵜飼哲,島田裕巳,前田朗,武田康弘 ,堀江有里,北野誉,彦坂諦,下平尾直,金靖郎共著) 同時代社 2022/3